# Jay Dee Daugherty
Jay Dee Daugherty, né le 22 mars 1952 à Santa Barbara, est un batteur et auteur-compositeur américain, plus connu pour son travail avec Patti Smith, qu'il accompagne toujours aujourd'hui. En tant que membre du Patti Smith Group, il fut nommé deux fois au Rock and Roll Hall of Fame.

## Biographie
Il déménage à New York en 1974 et cofonde le groupe The Mumps avec des camarades de lycée, Lance Loud et Kristian Hoffman. Il commence à jouer avec Patti Smith en 1975. Après la dissolution du Patti Smith Group en 1979, il s'associe à Tom Verlaine et joue dans tous ses projets en solo. Ayant déménagé à Sydney, il fut également membre du groupe australien The Church de 1990 à 1993.
Depuis la réémergence de Patti Smith en 1995, il l'accompagne en tant que musicien, coauteur et coproducteur.